# Untere Kirche (Velká Lhota)

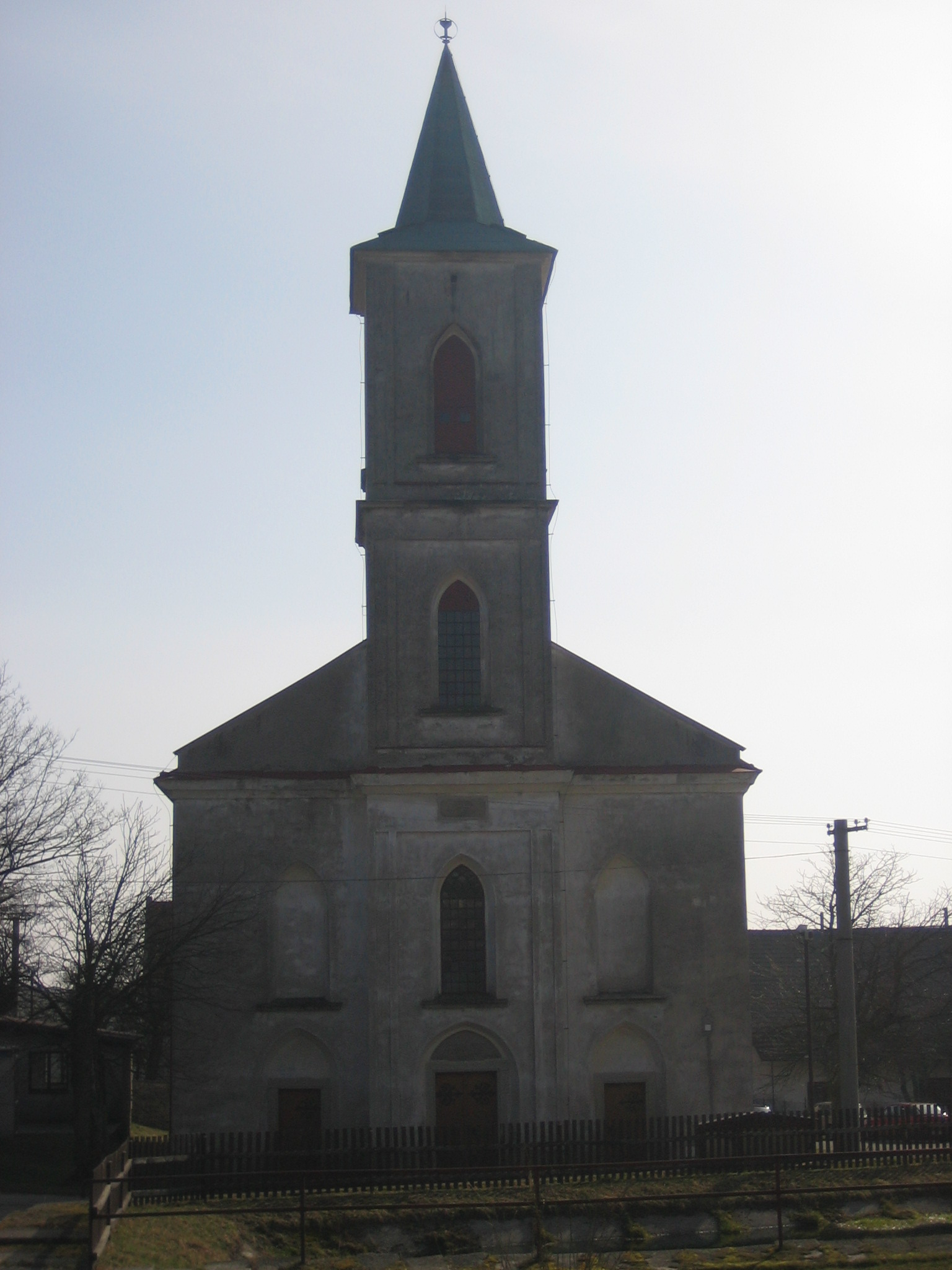
Ansicht von Westen

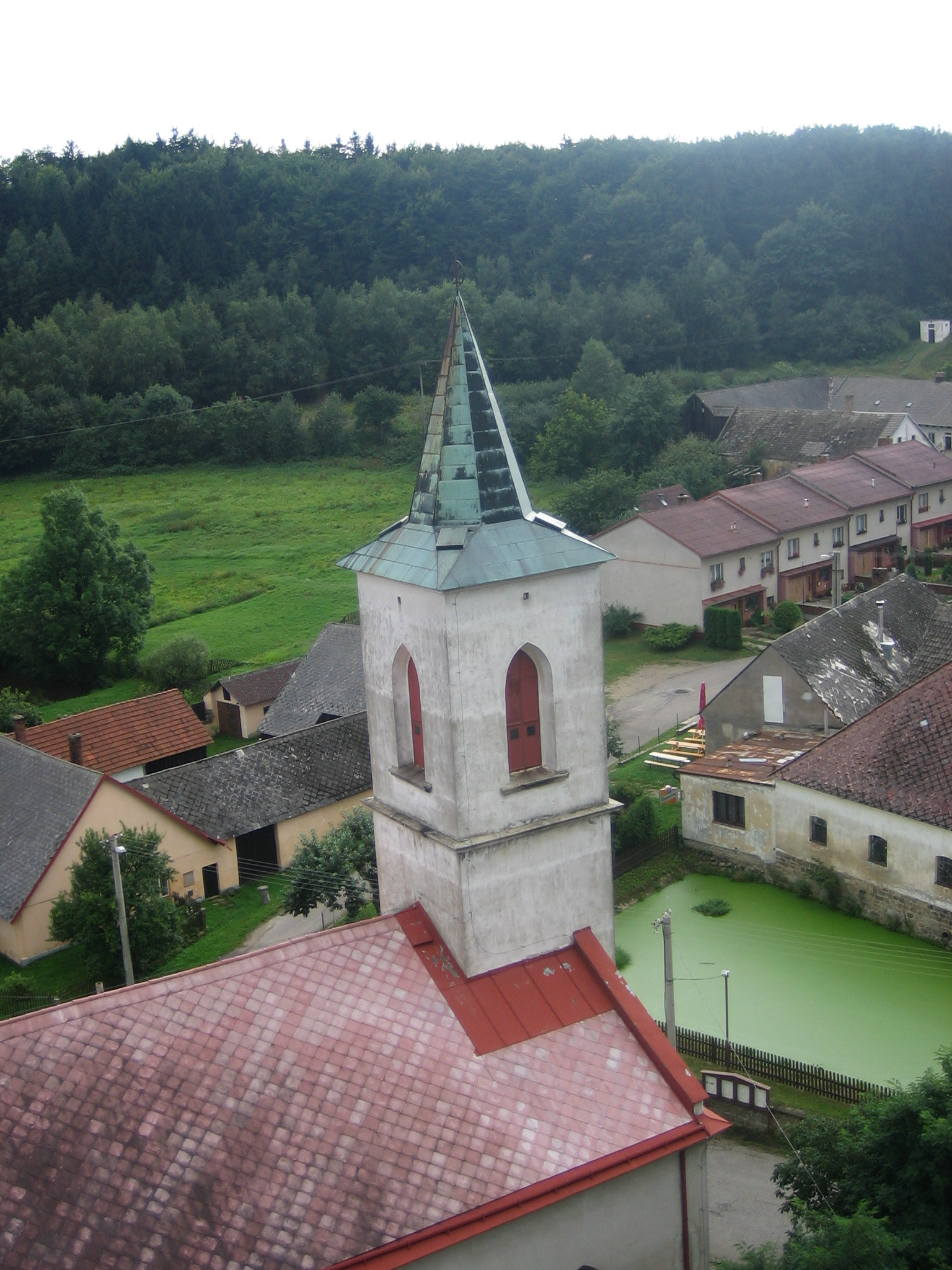
Kirchturm

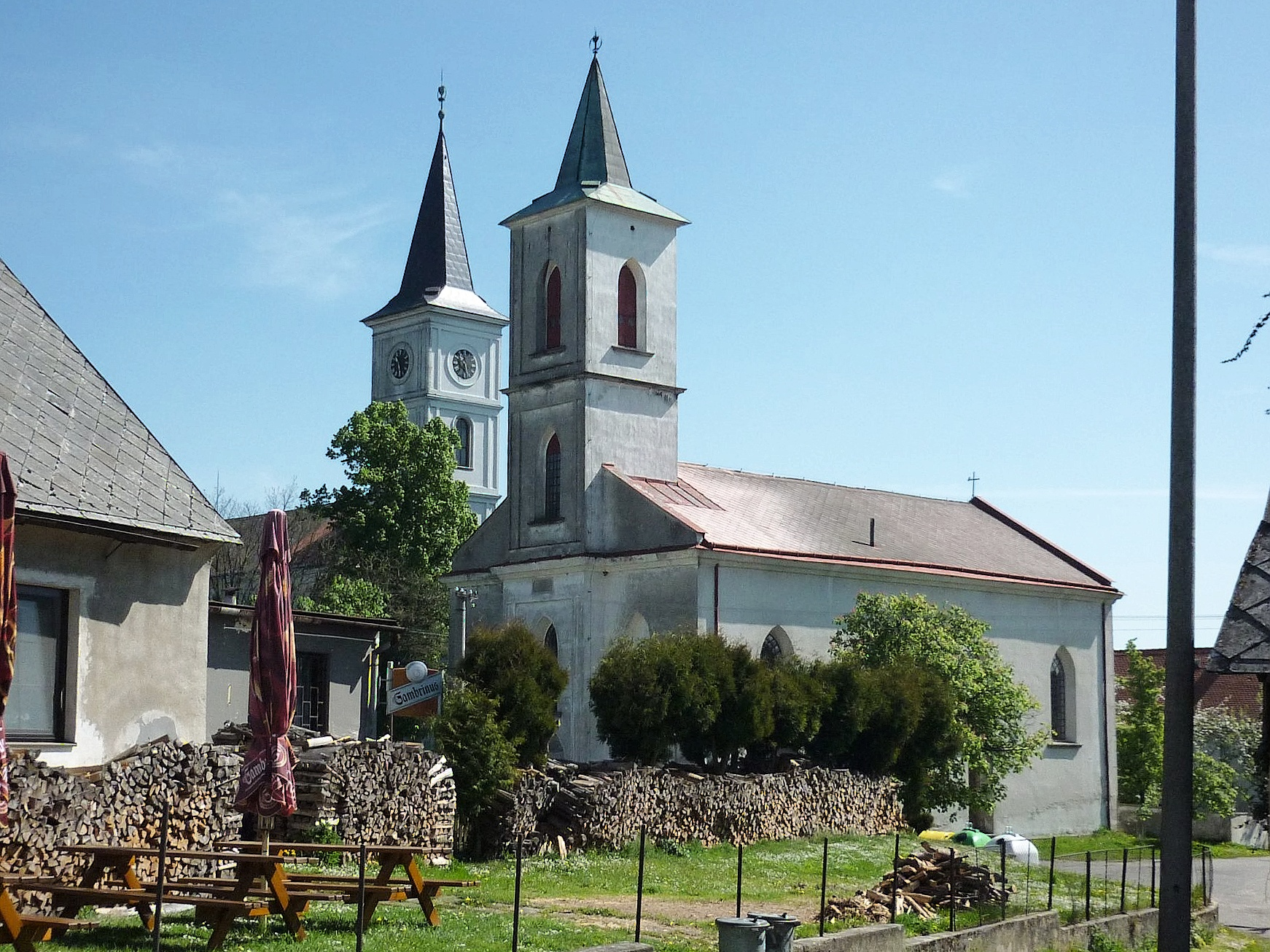
Untere Kirche, im Hintergrund die Obere Kirche

Die Untere Kirche (tschechisch Dolní kostel), auch Augsburgische Kirche (Augšpurský kostel) ist das kleinere der beiden evangelischen Kirchengebäude in Velká Lhota (Groß Lhota) im Okres Jindřichův Hradec, Tschechien. Das als Pfarrkirche der Evangelischen Kirchgemeinde A. B. Velká Lhota errichtete neugotische Bauwerk gehört seit 1918 zur Evangelischen Kirche der Böhmischen Brüder (EKBB), die es heute als Sommerkirche nutzt. Seit 2016 ist die Kirche Teil der Predigerstation Velká Lhota u Dačic der Kirchgemeinde Telč im Seniorat Horácký der EKBB.

## Lage
Die Kirche steht in der Ortsmitte von Velká Lhota an der Südseite der den Ort durchziehenden Staatsstraße II/408. Unmittelbar nordöstlich befindet sich die Obere Kirche, östlich das Obere Pfarrhaus (č.p.37). Die beiden Kirchen sind Ausgangs- und Endpunkt des Lehrpfades Valdenské a české reformace (Waldenser und tschechische Reformation).

## Beschreibung
Das einschiffige, geostete Bauwerk besteht aus einem rechteckigen Schiff mit hohen Bogenfenstern und Satteldach. Der an der Westseite, leicht vorgerückt, angebaute Turm mit dem Haupteingang hat einen quadratischen Grundriss mit spitzem Knickhelm.

## Geschichte
Fast alle Bewohner der mährischen Dörfer Groß-Lhota, Schach, Brandlin und Radlitz waren trotz der während des Dreißigjährigen Krieges vorangetriebenen Rekatholisierung protestantisch geblieben. In diesen Orten lag der "akatholische" Bevölkerungsanteil im Jahre 1781 bei 95 %, aber auch in anderen Dörfern der Umgebung hatten zahlreiche Einwohner ihr Glaubensbekenntnis zum Unitas Fratrum gewahrt. Unmittelbar nach Bekanntgabe des Josephinischen Toleranzpatents bildete sich 1781 in Groß-Lhota auf Initiative der Einwohner Jelínek und Tvrz eine Gemeinde der Evangelischen Kirche A.B. mit einem weiten Sprengel, die zunächst die Wiederherstellung des Heilig-Geist-Kirchleins in Schach abwog. Am 18. Mai 1782 erhielt die Gemeinde die Erlaubnis zum Bau eines Toleranzbethauses in Groß-Lhota einschließlich eines Pfarrhauses mit Schulsaal, das am 26. September 1784 geweiht wurde. Im selben Jahre wurde am westlichen Ortsrand ein evangelischer Friedhof angelegt. Schon bald entstanden Differenzen zwischen der in der utraquistischen Tradition stehenden Kirchgemeinde und ihrem ersten Pastor Daniel Bočko, der sowohl die Anwendung der Praxis pietatis von Comenius und Abhaltung des Heiligen Abendmahls nach Art der Böhmischen Brüder als auch den Gebrauch von deren Gesangbuch verweigerte. Diese führten 1787 zu einer Gemeindespaltung, bei der zwei Drittel der Gemeindeglieder zur Evangelischen Kirche H.B. übertraten und eine neue Kirchgemeinde gründeten. Beide Kirchgemeinden nutzten das Bethaus – zu unterschiedlichen Uhrzeiten – gemeinschaftlich.
Nachdem durch die Revolution von 1848/1849 im Kaisertum Österreich die Baubeschränkungen für evangelische Kirchen aufgehoben worden waren, errichtete 1873 die Reformierte Gemeinde vis-a-vis des Bethauses ein eigenes Kirchengebäude. Im Jahre 1876 ließ die Augsburgische Gemeinde das Bethaus zu einer Kirche mit großen Fenstern und Turm erweitern.
Kurz nach der Gründung der Tschechoslowakei lösten sich die dortigen Gemeinden der Evangelischen Kirchen A.B. und H.B. am 17. Dezember 1918 von ihren Kirchen in Österreich los und schlossen sich zur Evangelischen Kirche der Böhmischen Brüder (EKBB) zusammen. Infolgedessen wurden die beiden Pfarreien in Velká Lhota zusammengelegt. Zur neuen Pfarrei Velká Lhota u Dačic der EKBB gehörten fünf Kirchen; neben den beiden Kirchen im Pfarrort waren dies die Heilig-Geist-Kirche in Telč sowie die evangelischen Kirchen in Strmilov und Valtínov. Die ehemalige Augsburgische Kirche in Velká Lhota wurde fortan als Winterkirche genutzt, während die größere ehemals Reformierte Kirche als Sommerkirche diente.
Am 13. Januar 1992 wurden beide Kirchen und Pfarrhäuser zum Kulturdenkmal „evangelický toleranční areál“ (Evangelisches Toleranzareal) erklärt.
Mit Wirkung vom 1. Januar 2016 erfolgte der Zusammenschluss der evangelischen Pfarreien Telč und Velká Lhota u Dačic, wobei Velká Lhota zu einer Predigerstation der Pfarrei Telč wurde und die Predigerstation Valtínov der Pfarrei Jindřichův Hradec der EKBB zugeordnet wurde. Wegen Rückgangs der Gemeindemitglieder wird die Untere Kirche heute als Sommerkirche genutzt, während sich die Gemeinde im Winter nun im Unteren Pfarrhaus (č.p.31) trifft.